# The Champs
The Champs sono stati un gruppo musicale rock and roll statunitense attivo tra la fine degli anni cinquanta e la prima metà degli anni sessanta.

## Storia
The Champs sono conosciuti in particolare per il brano strumentale Tequila (1958) che raggiunse la posizione #1 nella Billboard Chart.

## Formazione
- Chuck Rio* (1929-2006) - sassofono, voce
- Dave Burgess (1934-) - chitarra
- Dale Norris - chitarra, tastiere
- Bobby Morris- basso
- Dean McDaniel (1943-2006) - basso
- Gen Alden (1930-) - batteria
- Paul C. Saenz - chitarra
- Benjamin Van Norman (?-1958) - basso

(*) Il vero nome di Chuck Rio è Danny Flores; lo pseudonimo venne usato dal sassofonista poiché a quel tempo era sotto contratto con un'altra casa discografica.

## Discografia parziale

### Album
- 1958 - Go, Champs, Go!
- 1959 - Everybody's Rockin' with the Champs
- 1962 - Great Dance Hits
- 1962 - Play All American
- 1962 - Spotlight On The Champs & The Fabulous Cyclones con The Fabulous Cyclones
- 1962 - Play Joshua Logan All American

### EP
- 1958 - Go, Champs, Go!

### Singoli
- 1958 - El Rancho Rock/Midnighter (Challenge, 59007)
- 1958 - Chariot Rock/Subway (Challenge, 59018)
- 1958 - Rockin' Mary/Turnpike (Challenge, 59026)
- 1958 - Gone Train/Beatnik (Challenge, 59035)
- 1958 - Train to Nowhere/Tequila (Challenge, 1016)
- 1958 - Maybelle/Take This Love (Challenge, 1018; con Dave Burgess)
- 1959 - Caramba/Moonlight Bay (Challenge, 59043)
- 1959 - Night Train/The Rattler (Challenge, 59049)
- 1959 - Sky High/Double Eagle Rock (Challenge, 59053)